# Stardust (együttes)
A Stardust egy francia rövid életű zenei csapat volt, melynek Thomas Bangalter, Alan Braxe producer és Benjamin Diamond énekes volt a tagja. A csapat egyetlen slágere a Music Sounds Better With You című 1998. július 20-án megjelent kiadványa volt.

## Történet
A csapat 1998-ban jelentette meg "egyslágeres" dalát, Music Sounds Better With You címmel, melynek zenei alapjai az 1981-ben megjelent Chaka Khan dal, a Fate alapjai ihlették. A dalt Párizsban rögzítették. A csapat tagjai Bangalter és Braxe elkészítették a dal alapjait, és hangszerelését,  melyre aztán a stúdióban hozzáadták a Chaka Khan féle zenei alapot. A dal az Egyesült Királyságban a 2.  helyezést érte el, valamint felkerült a Billboard Hot Dance Music / Club Play lista 1. helyére, ahol két hétig volt listavezető.
A dal továbbra is a trió egyetlen megjelent kiadványa, azonban röviddel a dal megjelenése után Bangalter 3 millió dollárt ajánlott fel a teljes Stardust album elkészítéséhez, de a trió nem kívánt további közös munkát folytatni, így Diamond és Braxe szólókarrierbe kezdett, Bangalter pedig Guy-Manuel de Hommem-Christoval együtt megjelentette a második Daft Punk albumot a Discovery-t, valamint más előadókkal is jelentetett meg kiadványokat.
2018. május 31-én Benjamin Diamond feltöltött egy fényképet a saját Facebook oldalára, ahol Bangalter és Braxe-val közösen pózolnak egy stúdióban, és a Music Sounds Better With You 2018 címe szerepel. Azonban nem volt egyértelmű, hogy a trió új anyagot vett volna fel, vagy a dal 20. évfordulója alkalmából jöttek össze egy fotó erejéig.

## Videóklip
A dalhoz forgatott klipet Michel Gondry rendezte, és egy olyan fiúról szól, aki most vett egy játék repülőt. Miközben azt építi. a televízióban videóklipeket sugároznak. A dalok alatt felépül a repülő, végül a Stardust lesz a slágerlistán az első helyezett. A klipek erősen hasonlítanak a 80-as évek videóklipjeihez, mint például Robert Palmer Addicted To Love című klipjéhez.

## Diszkográfia

### Kislemezek
| Cím                            | Év   | Legjobb slágerlistás helyezés | Legjobb slágerlistás helyezés | Legjobb slágerlistás helyezés | Legjobb slágerlistás helyezés | Legjobb slágerlistás helyezés | Legjobb slágerlistás helyezés | Legjobb slágerlistás helyezés | Legjobb slágerlistás helyezés | Legjobb slágerlistás helyezés | Legjobb slágerlistás helyezés | Legjobb slágerlistás helyezés | Legjobb slágerlistás helyezés | Legjobb slágerlistás helyezés | Díjak, jelölések                          | Album         |
| Cím                            | Év   | FRA                           | AUS                           | AUT                           | IRE                           | ITA                           | NLD                           | NOR                           | NZ                            | SWE                           | SWI                           | SPA                           | UK                            | US                            | Díjak, jelölések                          | Album         |
| ------------------------------ | ---- | ----------------------------- | ----------------------------- | ----------------------------- | ----------------------------- | ----------------------------- | ----------------------------- | ----------------------------- | ----------------------------- | ----------------------------- | ----------------------------- | ----------------------------- | ----------------------------- | ----------------------------- | ----------------------------------------- | ------------- |
| "Music Sounds Better With You" | 1998 | 10                            | 4                             | 57                            | 5                             | 7                             | 17                            | 14                            | 8                             | 27                            | 51                            | 1                             | 2                             | 62                            | - AUS: Platina - FRA: Ezüst - UK: Platina | Nem album dal |